# CNN International
CNN International (CNNi) är en engelskspråkig världsomspännande tv-kanal som ägs av Time Warner och är tillgänglig i de flesta delar av världen. Innehållet i kanalen kretsar kring nyheter, ekonomi och aktuella händelser i världspolitiken. Den internationella kanalen CNN International lanserades i september 1985, fem år efter att CNN lanserats i hemlandet USA. Amerikanska CNN är mer tabloid, folklig och gör ett amerikanskt urval i sin nyhetsbevakning till skillnad från systerkanalen CNN International som ofta tenderar att vara striktare och formellare med fokus på internationell politik och ekonomi. När en amerikan refererar till CNN är det till CNN/U.S. vilken har ett helt annat utbud än CNN International som ses i Sverige. I USA finns även en CNN-ägd kanal med namnet Headline News (HLN) samt spanskspråkiga CNN en Español och senaste tillskottet CNN HD.

## Versioner
Det finns fem versioner av CNN International som alla till största del sänder samma program efter samma tablå men med reklampauserna och väderleksrapporterna som den stora skillnaden. Sändningstiderna kunde tidigare variera för att passa respektive marknad men dessa variationer har försvunnit under de senaste åren varför i princip samma kanal visas över hela världen. Versionerna är:
- CNN International Europe/Middle East/Africa med kontor i London
- CNN International Asia Pacific med kontor i Hongkong
- CNN International South Asia med kontor i Hongkong
- CNN International in Latin America med kontor i Atlanta
- CNN International North America med kontor i Atlanta

## Bakgrund
1980 grundades CNN av Ted Turner och Reese Schonfeld . Kanalen är en del av Turner Broadcasting System, som sedan slutet av 1990-talet ingår i Time Warner. CNN är kanalen som introducerade konceptet med 24-timmars nyhetssändningar och fick sitt stora genombrott i samband med Gulfkriget 1991. Till en början tittarna utanför USA se en mix av CNN/U.S. och Headline News men med åren utvecklades CNN International till en helt egen kanal.

## Samsändningar med amerikanska CNN/U.S.
När CNN inledde sina internationella sändningar var tablån till största delen identisk den för CNN/U.S. 1992 inleddes speciella sändningar riktade till den internationella publiken. Sändningarna var inte direkt prioriterade och fick ske från olika hörn och skrymslen på CNN:s redaktion. CNN:s London-redaktion står för 50 timmar per vecka och den i Hongkong för 30 timmar per vecka på CNN International. Övriga program sänds antingen från huvudkontoret i Atlanta eller studiorna i New York. 
Under ett par timmar per dygn samsänder CNN International med amerikanska CNN/U.S.. 2009 rör det sig enbart om cirka tre timmar per dygn vilka inkluderar Larry King Live, Anderson Cooper 360 och första timmen av Situation Room vilka alla härstammar på dem amerikanska kanalen. Sedan starten har intervjuprogrammet Larry King Live visats på den internationella kanalen. Ibland sänds program från CNN International på amerikanska CNN, men oftast är situationen den omvända. Den inhemska kanalen prioriteras vid större nyhetshändelser. Sedan 1995 står det inte "International" på kanalens logotyp. Den internationella aspekten symboliseras sedan dess istället av en jordglob eller en del av en jordglob. 
I USA kunde man se CNN International,  på ekonomikanalen CNNfn under nätter och helger tills denna kanal lades ner i december 2004. Sedan dess har CNN International haft CNNfn:s gamla kanalplats för sig själv i många amerikanska kabelnät. Tittandet och dock inte på långa vägar så stort som på huvudkanalen CNN/U.S.

## Konkurrenter i Europa
CNN International har i Europa fått konkurrens från engelskspråkiga kanaler som Sky News, BBC World News, Fox News och Euronews. Sky News har sedan starten 1989 varit inriktade på brittiska nyheter. Det var först när BBC lanserade sin internationella nyhetskanal BBC World News under 1994 som CNN fick en global konkurrent. Under de senaste åren har även Orbit News dykt upp som en konkurrent på marknaden. Orbit News sänder ett blandat utbud amerikanska nyheter från flera av de stora nätverken. För att kunna se kanalen krävs, till skillnad från CNN, ett abonnemang.